# Rolf Krabbenhöft

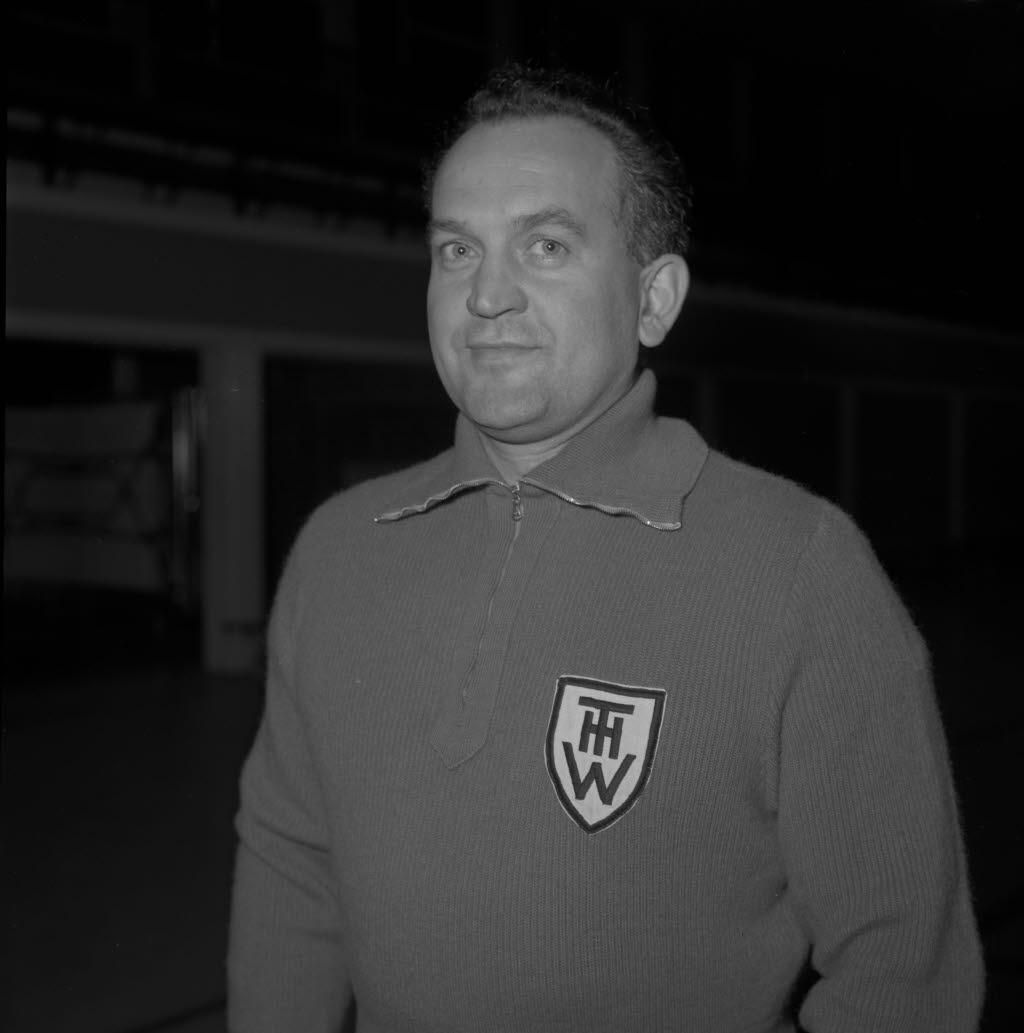
Rolf Krabbenhöft (1964)

Rolf Krabbenhöft (geboren im 20. Jahrhundert) ist ein ehemaliger deutscher Handballspieler.

## Werdegang
Rolf Krabbenhöft stammt aus Kiel. Er wurde Mitglied des  damals schon führenden norddeutschen Handballvereins THW Kiel, bei dem er schnell Karriere machte und zu den Leistungsträgern des Vereins aufstieg. Er wurde deshalb schnell Mitglied der ersten Feldhandballmannschaft, mit der er schon 1948 an der ersten deutschen Nachkriegsmeisterschaft (tatsächlich war es nur eine Interzonenmeisterschaft, da die damalige Ostzone nicht teilnahm) im Feldhandball mitwirkte. Mit dieser Mannschaft wurde der THW Kiel Deutscher Meister, nachdem er im Endspiel den SV 07 Waldhof mit 10:8 geschlagen hatte.
Diesen Erfolg wiederholte der THW 1950 in der Besetzung Helmut Wriedt, Hansjürgen Knipphals, Theo Schwedler, Heinz-Georg Sievers, Fritz Westheider, Herbert Podolske, Krabbenhöft, Heinrich Dahlinger, Heinz Rieckmann, Kurt Ochs, Heinrich Bücker, Herbert Rohwer und Fritz Wessling.
Für den Gewinn der Deutschen Feldhandballmeisterschaft wurden er und die THW-Mannschaft am 1. Dezember 1950 von Bundespräsident Theodor Heuß mit den Silbernen Lorbeerblatt ausgezeichnet.
Von 1964 bis 1965 war Rolf Krabbenhöft Betreuer der Handballmannschaft des THW.